# لیوبوف تالایوا
لیوبوف تالایوا (روسی: Любовь Андреевна Талалаева؛ ۲۴ ژانویهٔ ۱۹۵۳ – ۲۴ مهٔ ۲۰۲۱) قایقران روئینگ اهل اتحاد جماهیر شوروی سوسیالیستی بود.